# 사랑, 그리고 이별
사랑, 그리고 이별은 1993년 11월 1일부터 1994년 2월 26일까지 방영되었던 KBS 2TV 아침드라마이며 변소정(박지원 역)이 해당 작품을 통해 KBS 나들이를 했고 박정수 (김선주 역)가 해당 작품을 통해 일일연속극에서 처음으로 주연을 맡았다.
한편, 이 작품은 당초 <길을 묻는 여자>란 제목이었으나 같은 제목의 소설을 쓴 백시종 소설가의 항의 때문에 변경됐다.
아울러, 암 선고를 받은 40년대 중년부인이 겪는 갈등을 그렸으나 죽음을 눈 앞에 둔 여성의 삶 자체보다 그녀의 남편을 둘러싼 삼각관계가 주류를 이뤘다는 혹평을 받았다.

## 제작진
- 극본 : 안양자
- 연출 : 정병식,오동석
- 해설 : 김세한 (성우)

## 출연진
- 한진희 : 박상호 역
- 박정수 : 상호의 아내 선주 역
- 김영옥 : 상호의 어머니 이 여사 역
- 변소정 : 박지원 역
- 유혜리 : 지은영 역
- 김응석
- 이경실
- 이대로
- 최상진